# Brabançon (Moyen Âge)
Pour les articles homonymes, voir Brabançon.
Au Moyen Âge, on appelait Brabançons des bandes de troupes mercenaires qui, une fois licenciées, devenaient des brigands qui parcouraient la France en y commettant les plus affreux désordres.  On les appelait  encore Routiers, Écorcheurs et Cottereaux. 

## Historique
On croit que le plus grand nombre de ces bandes serait provenu du Brabant. En 1135, Guillaume d'Ypres amena à Étienne de Blois des bandes de mercenaires qui seraient recrutés en Brabant qui l'aidèrent dans ses entreprises en Angleterre (ici le Brabant, c'est le territoire de l'ancien pagus de Brabant, probablement la partie connue comme la Flandre impériale entre l’Escaut et la Dendre). Répandus quelques années plus tard sur le continent, ravageant et dévastant les pays où ils passaient, se mettant à la solde de qui voulait les payer, ces aventuriers donnèrent au nom de Brabançons une renommée sinistre. Longtemps après, on donna le nom de Brabançons, quelle que fut leur origine, aux brigands armés qui vivaient de pillage et de rapines. 
Les braubantiones sive coterelli, comme synonyme de mercenaires de la France et de l'Italie, parurent déjà en 1171 dans les actes impériaux allemands, notamment pendant le règne de Frédéric Barberousse. Avec des taxes levées en Italie, l'empereur se formait une armée de mercenaires en dehors de l'Empire, pour se rendre libre militairement des hommes de fiefs allemands. 
Les Brabançons furent condamnés par le Troisième concile du Latran en 1179.